# 笠師保站
笠師保站（日语：／ Kasashiho eki */?）是位於石川縣七尾市中島町鹽津，能登鐵道的七尾線車站。本站愛稱「戀火站」（日语：／）取自在7月第4個星期六舉行的能登切籠祭，其中一個活動即為「鹽津加里火戀祭」。

## 概要

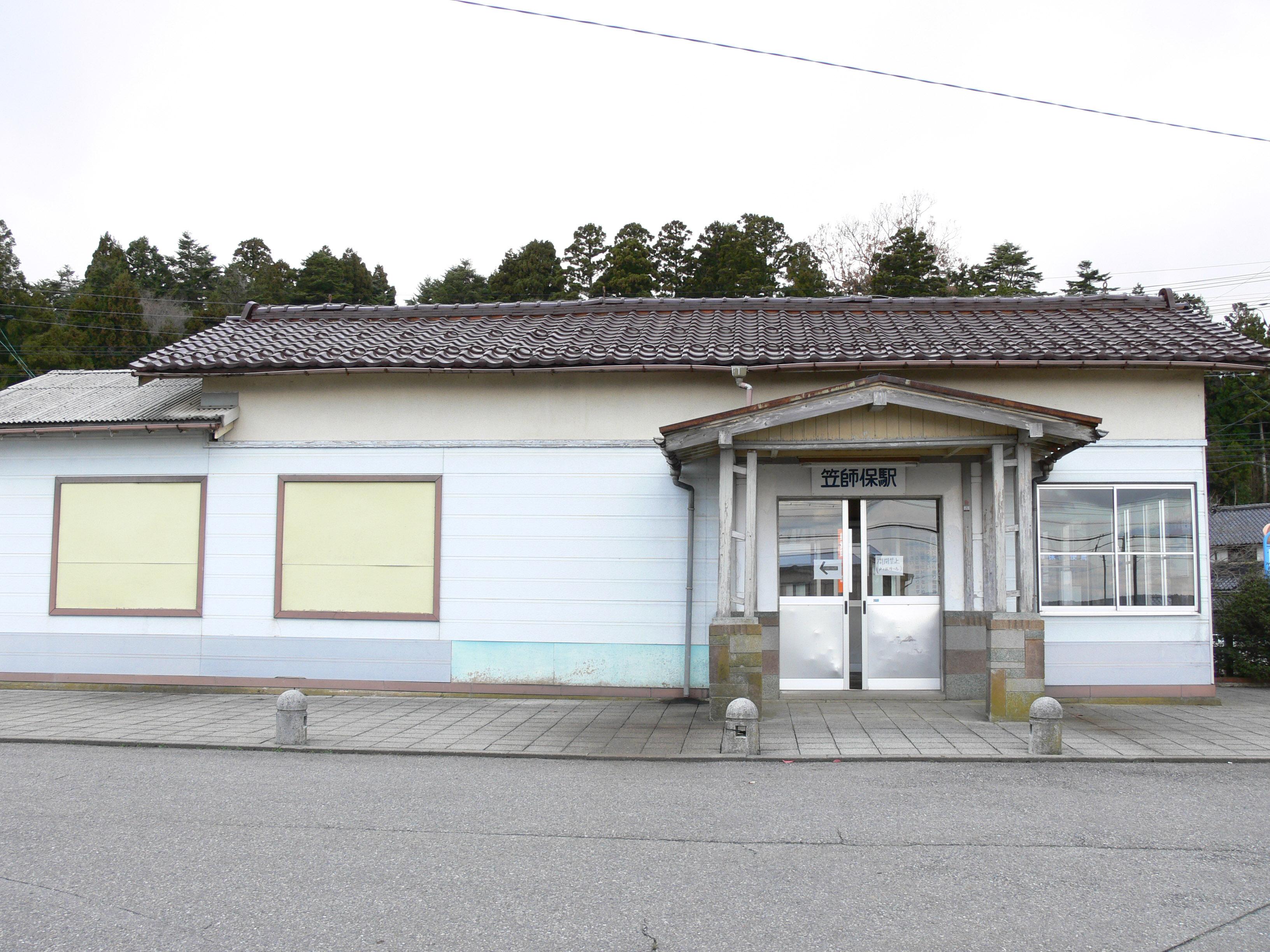
翻新前的笠師保站（2009年）

車站名稱取自車站啟用當時的地方（鹿島郡笠師保村）。在1924年（大正13年），笠師保村長向鐵道省提出開設停車場（請願站）。由於當初田鶴濱站至能登中島站之間的站距比較遠，因此按照居民的意向，於笠師保村鹽津建置車站。
車站東邊設有七尾西灣中島地區的名產蠔養殖場。車站大樓位於路軌東邊，該處設有石川縣道253號豐田笠師保停車場線。西邊設有國道249號。

## 歷史
- 1928年（昭和3年）10月31日 - 鐵道省（後來的日本國有鐵道）七尾線 和倉站（現時：和倉溫泉站）至能登中島站之間開通，此站啟用[1][2][4][5]。
- 1960年（昭和35年）4月1日 - 結束貨物業務。
- 1961年（昭和36年）3月1日 - 成為簡易委託車站。
- 1972年（昭和47年）3月15日 - 結束車站業務，成為無人車站[3]。
- 1987年（昭和62年）4月1日 - 伴隨國鐵分割民營化，車站由西日本旅客鐵道（JR西日本）營運。
- 1991年（平成3年）9月1日 - 七尾線部分區間由能登鐵道繼承，成為能登鐵道的車站[2][6]。
- 2015年（平成27年）4月22日 - 愛稱設定為「戀火站」，翻新後的車站大樓開始使用[3]。

## 車站構造
本站是地面車站，設有1面1線單式月台。前往穴水方向的列車會開啟右邊車門。現時整日成為無人車站，站內保留櫃臺，但是沒有再使用。
本站為木製站房，2015年加設愛稱「戀火站」時把站房翻新，車站入口也經過翻新。

## 車站周邊
站前設有免費停車場和單車停泊場。
停車場
- 站前停車場：10台（24小時）※ 免費

單車停泊場
- 站前單車停泊場：約20台（24小時）※ 免費

西邊
- 石川縣北部家畜保健衛生所
- 七尾警署（日语：七尾警察署）鹽津駐在所
- 笠師保郵局
- 正永寺
- 日面神社
- 國道249號

東邊
- 石川縣漁業協同組合七尾西灣分所
- 鹽津農村公園
- 唐島神社
- 石川縣道253號豐田笠師保停車場線（日语：石川県道253号豊田笠師保停車場線）

## 巴士路線
站前設有七尾市社區巴士（中島元氣巴士）的「笠師保站」巴士站。
- 笠師保方向（前往健康）
- 笠師保方向（前往大覺寺前巴士站）
- 笠師保方向（早上班次 前往南側松本商店前）
- 笠師保方向（晚上班次 前往上笠師集會所）

廢止路線
曾經設有北陸鐵道（北鐵能登巴士）「七富線」巴士路線，行走於七尾站至中島至富來之間，當時每小時設有1至2班。巴士站名為「笠師保站前」。
- 七富線（前往七尾站）
- 七富線（前往富來、西谷內）

## 相鄰車站
能登鐵道
■七尾線
田鶴濱－笠師保－能登中島

## 注腳
1. 1 2 3 4  中島町 1996，第676頁.
2. 1 2 3  朝日 2010，第19頁.
3. 1 2 3 4 5 6 7 8  岩間昌子. . X-Knowledge. 2016-10-22: 113. ISBN 978-4-7678-2217-4 （日语）.
4. ↑  変遷I 1998，第92頁.
5. ↑  七尾市 2013，第264頁.
6. ↑  中島町 1996，第677頁.
7. ↑  中島げんきバス（笠師保方面）時刻表 （页面存档备份，存于）（日語） - 七尾市總務部企劃財政課

## 外部連結
- 七尾線、笠師保站 （页面存档备份，存于）（日語） - 能登鐵道